# 타마야

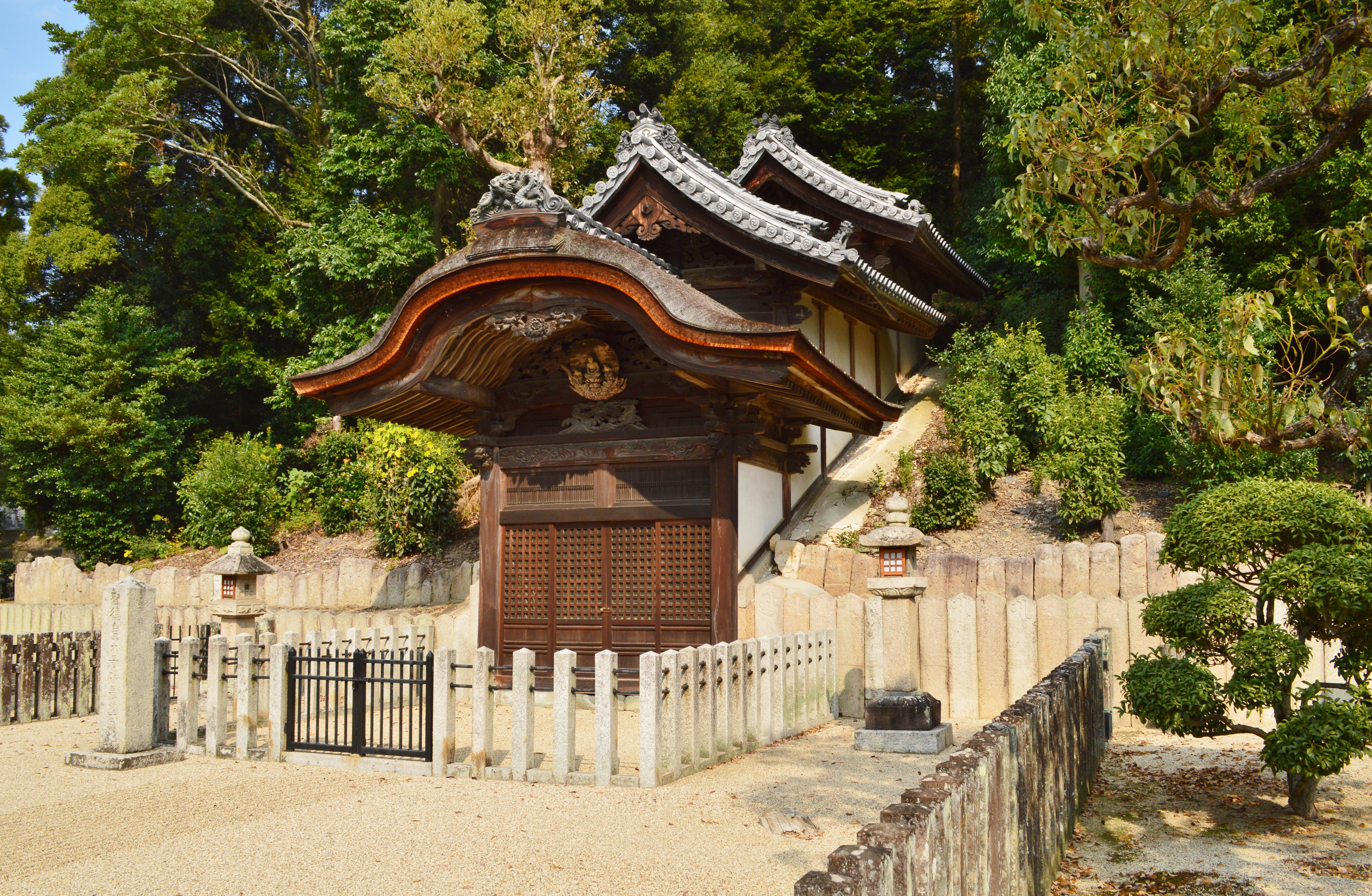
오사카 미나미카와치에 있는 에이후쿠지 기타 고분(叡福寺北古墳)의 미타마야

일본의 타마야(일본어: 霊屋)는 일본식 장례 및 추모 문화에서 조상의 영(霊)을 모시는 축조물을 뜻하는 말이다. 중요 인물의 장례인 경우에는 미타마야(일본어: 御霊屋) 또는 레이뵤우(일본어: 霊廟)라고도 부른다.

## 역사와 의미
일본의 장례문화는 애니미즘의 영향을 받은 토착 조상숭배 문화에 뿌리를 두고 있다. 이 토착 세계관에서 사람은 죽은 뒤 시료우(死霊)가 되어 세상을 난폭하게 떠돌게 되지만, 후손의 공양을 받으면 선한 소레이(祖霊)로 승화할 수 있다. 승화된 소레이, 즉 조령은 궁극적으로 그 가문 전체의 조령이 대대에 걸쳐 집합화된 '이에'(家) 조상신의 일부로서 여겨지게 된다. 이는 각각의 조상을 인물마다 분리된 것으로 여기는 한국의 유교적 추모문화와는 큰 차이가 있는 것이다.:258-259 일본인들의 전통문화에서는 이 대대의 집합화된 조상신에게 매년 정월 및 오본에 제사를 지내도록 되어 있으며,:268-269, 294-295 이때 타마야, 즉 영옥은 그렇게 집합화된 조상신을 모시고 공양하는 축조물 내지는 사당을 일컫는 단어로 쓰인다. 이러한 맥락에 있어서는 '소레이샤'(祖霊舎) 및 레이뵤우(霊廟, 영묘) 등의 단어 역시 유사한 뜻으로 쓰여왔다.
다만 타마야의 의미가 위와 같은 하나의 맥락에서만 사용되어 온 것은 아니다. 예를 들어 고대 일본은 시신을 매장하기 전까지 오랫 동안 곁에 모시고 추모하는 빈장(殯葬) 문화가 발달해 있었으나 서민들은 그러한 문화를 따를 여력이 부족했으므로 오히려 시신유기가 팽배해지는 결과가 초래되었다. 결국 이를 개선하기 위해 빈장을 금지하고 사망 후 가능한 즉시 매장하도록 하는 정책으로서 '박장령'이 7세기 다이카 개신에 따라 실행되었는데, 이 박장령에는 죽은 자마다 개별적으로 화려한 무덤을 만드는 현상을 가급적 제한하는 내용 또한 담고 있었다. 귀족들은 이를 우회하기 위해 시신의 매장지 위에 비석이나 석탑 또는 울타리를 세웠고, 그러한 축조물을 부르는 명칭 중의 하나가 타마야, 즉 영옥(霊屋)이었다.:190-193

## 같이 보기
- 무덤(墓)
- 묘(廟)
- 마우솔레움
- 도쿠가와가 영묘
- 왕릉
- 능묘
- 종묘 제도